# Aristolochia paucinervis
Aristolochia paucinervis là một loài thực vật có hoa trong họ Aristolochiaceae. Loài này được Pomel mô tả khoa học đầu tiên năm 1874.